# Michael Makar
Michael Makar detto Mike (6 febbraio 1973) è un ex sciatore alpino statunitense.

## Biografia
Makar, specialista delle prove veloci originario di Anchorage, debuttò in campo internazionale in occasione dei Mondiali juniores di Maribor 1992, dove conquistò la medaglia d'oro nella discesa libera; in Coppa del Mondo esordì il 20 gennaio 1995 a Wengen nella medesima specialità (58º) e ottenne il miglior piazzamento il 5 febbraio 1996 a Garmisch-Partenkirchen in supergigante (39º). Conquistò l'ultima vittoria in Nor-Am Cup il 20 febbraio 1996 a Breckenridge in supergigante; nel 1997 prese per l'ultima volta il via in Coppa del Mondo, il 2 marzo a Kvitfjell in discesa libera senza completare la prova, e conquistò l'ultimo podio in Nor-Am Cup, il 27 marzo a Mont-Tremblant/Mont Garceau in supergigante (3º). Si ritirò al termine della stagione 1997-1998 e la sua ultima gara fu lo slalom speciale di Nor-Am Cup disputato il 29 marzo a Sun Peaks, chiuso da Makar al 28º posto; non prese parte a rassegne olimpiche o iridate.

## Palmarès

### Mondiali juniores
- 1 medaglia:
  - 1 oro (discesa libera a Maribor 1992)

### Coppa Europa
- 1 podio (dati dalla stagione 1994-1995):
  - 1 terzo posto

### Nor-Am Cup
- 7 podi (dati dalla stagione 1994-1995):
  - 1 vittoria
  - 1 secondo posto
  - 5 terzi posti

#### Nor-Am Cup - vittorie
| Data             | Località     | Paese       | Specialità |
| ---------------- | ------------ | ----------- | ---------- |
| 20 febbraio 1996 | Breckenridge | Stati Uniti | SG         |

Legenda:

SG = supergigante